# Thiacidas sanguinicollis
Auchenisa sanguinicollis là một loài bướm đêm trong họ Noctuidae.